# Seleucidisch-Parthische Oorlogen
De Seleucidisch-Parthische Oorlogen waren een serie van conflicten tussen het Seleucidische Rijk en Parthië, die ervoor zorgde dat de Seleuciden uit Perzië verdreven werden en het Parthische Rijk werd opgericht. De oorlogen werden veroorzaakt door Iraanse stammen die migreerden naar Centraal-Azië en het onvermogen van de Seleuciden om hun enorme rijk bijeen te houden.

## Achtergrond
Het Seleucidische Rijk werd gesticht in 305 v.Chr. door Seleucus I Nicator, een generaal van Alexander de Grote. Het Seleucidische Rijk, dat zich uitstrekte van Syrië tot de Indus, was het machtigste van de diadochenrijken die ontstonden na de dood van Alexander de Grote. De Seleuciden kwamen echter al snel in de problemen toen ze probeerden om zo'n uitgebreid gebied te behouden, want ze moesten zich constant weren tegen de andere Hellenistische staten in het westen en de onrust onder hun oostelijke provincies.
Diodotos en Andragoras, de Seleucidische satrapen van Bactrië en Parthië, zagen hun kans schoon toen de Seleuciden zich bezighielden met de Keltische invasies in Klein-Azië, om zich tot koning van onafhankelijke staten te verklaren. Maar in 238 v.Chr. vielen de Parni, een Iraanse stam uit de Centraal-Aziatische steppen onder Arsaces I, het gebied van Andragoras binnen, en versloegen en doodden hem en namen zo zijn gebied over. Toen werden de Parni bekend als de Parthen, omdat ze de Seleucidische provincie met deze naam hadden veroverd. Toen begonnen ze een zo groot mogelijk deel van het oostelijke Seleucidische Rijk te veroveren. Ze werden hierin gesteund door de nu onafhankelijke provincie Bactrië. De Seleucidische koning Antiochus II was op dit moment te druk bezig in zijn oorlog tegen het Ptolemaeïsche Rijk en zo verloren de Seleuciden het grootste deel van hun grondgebied ten oosten van Perzië en Medië.

## Veldtochten van Seleucus II Callinicus
Seleucus II volgde na de dood van Antiochus II in 246 v.Chr. zijn vader op als heerser, maar had geen antwoord klaar op de Parthische plundertochten in het oostelijke deel van zijn rijk wegens de oorlog tegen de Ptolemaeën en zijn broer, Hierax, die zichzelf had verklaard als de onafhankelijke heerser van Klein-Azië. Uiteindelijk konden de twee broers tot een vredesakkoord komen en kon Seleucus II een veldtocht tegen de Parthen ondernemen. Ondanks aanvankelijke successen - hij had de Parthen uit Parthië en Hyrcanië verdreven - werd Seleucus II verslagen en gevangengenomen door de Parthen, die waarschijnlijk geholpen werden door Diodotos II, de heerser van Bactrië. Na zijn vrijlating keerde Seleucus terug naar Klein-Azië om Hierax te verslaan, die de vijandigheden tegen zijn broer had hervat.

## Veldtochten van Antiochus III
Antiochus III was een ambitieuze Seleucidische koning die Alexander de Grotes rijk wilde herenigen onder zijn heerschappij. In 209 v.Chr. begon hij een veldtocht om de controle over de oostelijke provincies te heroveren en hij slaagde hierin nadat hij de Parthen in een veldslag had verslagen. De Parthen werden een vazalstaat en heersten nu enkel nog over Parthië zelf. Maar de Parthen waren slechts een vazalstaat in naam en alleen omdat er zich een Seleucidisch leger op hun drempel bevond. Voor zijn herovering van de oostelijke provincies en het herstellen van de Seleucidische grenzen in het verre oosten zoals ze geweest waren onder Seleucus I Nicator, kreeg Antiochus de titel "de Grote". Gelukkig voor de Parthen had het Seleucidische Rijk veel vijanden, en het duurde niet lang voor Antiochus III zijn legers weer naar het westen leidde tegen de Ptolemaeën en de opkomende Romeinse Republiek.

## Opkomst van de Arsaciden en het einde van het Seleucidische Rijk
De macht van de Seleuciden begon te verzwakken na de nederlaag van Antiochus III in de slag bij Magnesia, die de Seleucidische macht brak en vooral die van het Seleucidische leger. Na zijn nederlaag begon Antiochus een expeditie naar Iran, maar werd gedood in Elymais. Daarna namen de Arsaciden de macht over in Parthië en verklaarden het Seleucidische Rijk volledig onafhankelijk. In 148 v.Chr. viel de Parthische koning Mithridates I Medië binnen, dat al in opstand was gekomen tegen de Seleuciden, en in 141 v.Chr. veroverden de Parthen de grote Seleucidische stad Seleucia, dat de hoofdstad was van het oostelijke Seleucidische Rijk. Deze overwinningen gaven Mithridates I de controle over Mesopotamië en Babylonië. In 139 v.Chr. sloegen de Parthen een grote Seleucidische tegenaanval af, waardoor ze het Seleucidische leger vernietigden, en ze de Seleucidische koning Demetrius II Nicator gevangen namen. Dit eindigde de Seleucidische aanspraak op land ten oosten van de Eufraat. Om zijn grondgebied te heroveren viel Antiochus VII Sidetes de Parthen opnieuw aan in 130 v.Chr. waarbij hij hen twee keer kon verslaan. De Parthen zonden een delegatie om te onderhandelen over een vredesakkoord, maar verwierpen uiteindelijk de voorwaarden die Antiochus hun oplegde. Het Seleucidische Rijk was toen verspreid over zijn winterkwartieren. De Parthen onder Phraates II, die hun kans schoon zagen, versloegen en doodden Antiochus in de Slag bij Ecbatana in 129 v.Chr. en vernietigden de rest van zijn enorme leger en eindigden zo de Seleucidische pogingen om Perzië te heroveren.
Het verlies van zoveel grondgebied bracht het al verzwakte rijk in een verval waarvan het nooit zou herstellen. Het Seleucidische Rijk werd een schaduw van wat het ooit was geweest en bestond uit niet veel meer dan Antiochië en de omringende gebieden. De enige reden waarom het Seleucidische Rijk bleef bestaan was omdat de Parthen het zagen als een nuttige buffer tegen het Romeinse Rijk. Toen Pompeius een Romeinse expeditie naar Syrië leidde, annexeerde hij het Seleucidische Rijk, en zo konden de Romeins-Parthische oorlogen beginnen.

## Gevolgen
De westwaartse expansie van Parthië tijdens de oorlog zou uiteindelijk leidden tot treffen met het Romeinse Rijk. De Romeins-Parthische Oorlogen zouden deze twee rijken verwikkelen in veel oorlogen tot de derde eeuw na Christus.